# Arthur Mazet
Pour les articles homonymes, voir Mazet (homonymie).
Arthur Mazet est un acteur français né le 23 septembre 1989 à Paris.

## Biographie
Il étudie l'art dramatique à l'École technique expérimentale du spectacle, puis au lycée Lamartine. Après un bac L option théâtre, il suit une formation en conservatoire (10e et 19e arrondissements de Paris).
Il débute au théâtre à l’âge de 13 ans dans Embarquement immédiat mis en scène par Valérie Drevon, puis dans Lucrèce Borgia mis en scène par David Gery. En 2015, il interprète un rôle dans Le Carton mis en scène par Davil Roussel et Arthur Jugnot.
À 6 ans, il connaît sa première expérience au cinéma dans La Cité des enfants perdus de Marc Caro et Jean-Pierre Jeunet mais c’est à 15 ans qu’on le découvre dans Nos jours heureux d'Olivier Nakache et Éric Toledano.
Il travaille ensuite avec Claude Miller dans Un secret et Richard Berry dans L'Immortel.
En 2010, il se rend pour la première fois au Festival de Cannes pour le film Simon Werner a disparu..., sélectionné dans la section Un certain regard. Le film est réalisé par Fabrice Gobert, qu’il retrouvera quelques années plus tard pour son deuxième film K.O.
Il forme un trio avec Antoine Duléry et Fred Testot dans Sea, No Sex and Sun de Christophe Turpin. Il est à l’affiche de 20 ans d'écart de David Moreau et de La Ritournelle de Marc Fitoussi.
En 2016, il est à nouveau au Festival de Cannes, en compétition officielle avec Elle de Paul Verhoeven, mais aussi Victoria de Justine Triet, sélectionné pour la Semaine de la critique. Il revient au Festival de Cannes pour Nos années folles d'André Téchiné.
Arthur Mazet interprète le rôle principal dans La Colle d'Alexandre Castagnetti.
Parallèlement il participe à des courts-métrages, notamment Casse gueule de Clément Gonzalez. Le film est vainqueur du 48h Film Project et Arthur Mazet remporte le prix du meilleur acteur.
Il joue aux côtés de Denis Lavant dans Directed By d'Alban Mench, et dans Troc mort de Martin Darondeau film qui remporte de nombreux prix.
Il participe à la websérie En passant pécho.
À la télévision, il joue dans de nombreuses séries comme Profilage, Clem, Victoire Bonnot ou encore Lebowitz contre Lebowitz.
Depuis 2017, il a un rôle principal aux côtés d'Isabelle Gélinas dans Crimes parfaits (prix du public au Festival de Luchon) une série réalisée par Didier Le Pêcheur et Philippe Bérenger.
En 2020, il donne la réplique à Corinne Masiero dans l'épisode Au nom du fils de la série à succès Capitaine Marleau réalisée par Josée Dayan.
Le 17 décembre 2020, il est à l'affiche de la nouvelle série OCS 3615 Monique réalisée par Simon Bouisson dans laquelle il interprète un des rôles principaux aux côtés de Noémie Schmidt et Paul Scarfoglio.
La saison 2 de 3615 Monique, réalisée par Guillaume Renusson, a été tournée en mars 2022 entre Angoulême et Paris. 

## Filmographie

### Cinéma
- 1995 : La Cité des enfants perdus de Marc Caro et Jean-Pierre Jeunet : Baby
- 2004 : Tu vas rire, mais je te quitte de Philippe Harel : l'adolescent
- 2006 : Nos jours heureux de Olivier Nakache et Éric Toledano : Guillaume
- 2007 : Un secret de Claude Miller : l'élève chafouin
- 2010 : L'Immortel de Richard Berry : Charly Matteï à 20 ans
- 2010 : Simon Werner a disparu... de Fabrice Gobert : Jean-Baptiste Rabier
- 2012 : Sea, No Sex and Sun de Christophe Turpin : Alex
- 2013 : Vingt ans d'écart de David Moreau : Guillaume, un ami de Balthazar
- 2014 : La Ritournelle de Marc Fitoussi : Benjamin
- 2014 : Les Recettes du bonheur de Lasse Hallström : Serveur
- 2016 : Elle de Paul Verhoeven : Kevin
- 2016 : Victoria de Justine Triet : le baby-sitter
- 2017 : Nos années folles de André Téchiné : Soldat Atelier
- 2017 : La Colle d'Alexandre Castagnetti : Benjamin
- 2017 : K.O. de Fabrice Gobert : l'assistant météo
- 2024 : Sarah Bernhardt, La Divine de Guillaume Nicloux

### Télévision
- 2006 : Fête de famille : Blaise
- 2007 : Nos familles : Paul adolescent
- 2008 : Une lumière dans la nuit : Fils Henri Blin
- 2009 : Paris 16e : Arthur Kervadec
- 2009 : Profilage Saison 1 (épisode 4) : Anthony Padovani
- 2010 : Clem de Joyce Buñuel : Stan
- 2010 : Victoire Bonnot : Julien
- 2011 : Les Petits Meurtres d'Agatha Christie : Un cadavre sur l'oreiller d'Éric Woreth : Hector Morel
- 2013 : Alias Caracalla, au cœur de la Résistance d'Alain Tasma
- 2015 : Lebowitz contre Lebowitz : Alexis Langlais
- 2017 : Crimes parfaits saison 1 (épisodes 1 et 2) de Didier Le Pêcheur : Thibaud
- 2018 : Crimes parfaits saison 2 (épisodes 3 et 4) de Philippe Bérenger : Thibaud
- 2019 : Crimes parfaits saison 2 (épisodes 9 et 10) de Philippe Bérenger & Didier Le Pêcheur : Thibaud
- 2019 : La Stagiaire, saison 5 : Martin Delorme
- 2020 : Capitaine Marleau, épisode Au nom du fils de Josée Dayan : Lieutenant Bonnet
- 2020 : 3615 Monique saison 1 (série OCS) de Simon Bouisson : Simon Masnel
- 2022 : 3615 Monique saison 2 (série OCS) de Guillaume Renusson : Simon Masnel
- 2023 : Follow de Louis Farge
- 2024 : Scènes de ménages : Benoît, l'expert en chagrins d'amour
- 2025 : Carême de Martin Bourboulon (Apple TV+) : Louis Bonaparte

### Web-série
- 2014 : En passant pécho : Geoffrey/Tintin
- 2022 : Années 20 (série live) d'Elisabeth Vogler : Arthur
- 2025 : Fleur bleue d'Enya Baroux : Fleur & ses règles (épisode 7, saison 2)

## Théâtre
- 2004 : Embarquement immédiat, mise en scène Valérie Drevon, Vingtième Théâtre : Arthur
- 2007 : Lucrèce Borgia, mise en scène David Gery, théâtre de la Commune : Gennaro
- 2015 : Le Carton, mise en scène Clément Michel, théâtre des Béliers Parisiens : David
- 2022 : Edmond, mise en scène d'Alexis Michalik, théâtre du palais royal : Jean Coquelin